# Тим Форсајт
Тим Форсајт (енгл. Tim Forsyth; Мирбу Норт, 17. август 1973) бивши је аустралијски атлетичар, који се такмичио у дисциплини скок увис.
Први успех на међународној сцени направио је 1990. освојивши сребрну медаљу на Светском јуниорском првенству. Деветнаестогодишњи Форсајт 1992. је освојио бронзану олимпијску медаљу и поставио лични рекорд, као и још једну сребрну медаљу на Светском јуниорском првенству изгубивши од Стива Смита. У 1994. на Играма Комонвелта победио је испред Стива Смита.
Најбољи скок 2,36 извео је 1997, пет месеци пре него што је освојио своју последњу међународну медаљу: бронзану на Светском првенству у Атини. Резултат од 2,36 био његов девети аустралијски рекорд, а такође и Океанијски рекорд, који до данас (2013) није оброрен. Форсајт је шест пута био државни првак Аустралије у скоку увис.

## Значајнији резултати
| Год. | Такмичење                    | Место             | Пласман | Резултат | Детаљи |
| ---- | ---------------------------- | ----------------- | ------- | -------- | ------ |
| 1990 | Светско првенство за јуниоре | Пловдив, Бугарска | 2       | 2,29     | [ 1 ]  |
| 1992 | Олимпијске игре              | Барселона         | 3       | 2,34     |        |
| 1992 | Светско првенство за јуниоре | Сеул              | 2       | 2,31     |        |
| 1993 | Светско првенство            | Штутгарт          | 9       | 2,28     |        |
| 1994 | Игре Комонвелта              | Викторија         | 1       | 2,32     |        |
| 1995 | Светско првенство            | Гетеборг          | 8       | 2,28     |        |
| 1996 | Олимпијске игре              | Атланта           | 7       | 2,32     |        |
| 1997 | Светско првенство            | Атина             | 3       | 2,35     |        |
| 1998 | Игре Комонвелта              | Куала Лумпур      | 3       | 2,28     |        |

## Лични рекорди
на отвореном
2,36 м — Мелбурн, 2. март 1997.
у дворани
2,33 м — Балинген, 16. фебруар 1997.